# Nando Reis
José Fernando Gomes dos Reis, también conocido como Nando Reis es un músico, cantante, compositor y multiinstrumentista oriundo de São Paulo, Brasil.
Entre 1982 y 2002 integró el grupo de rock paulista Titãs, un de los más importantes del rock brasileño en la década de los '80 y '90. En Titãs se desempeñó como vocalista, compositor y bajista. Participó de diez discos con la banda y compuso algunos de sus éxitos como "Igreja", "Bichos escrotos" (con Sergio Brito y Arnaldo Antunes), "Diversão" (con Sergio Brito) y "Marvin", entre otras.
Después de dejar Titãs se convirtió en uno de los más difundidos compositores de la música brasileña, principalmente por las grabaciones de canciones suyas ejecutadas por cantantes populares como: Marisa Monte (con quien tuvo una relación sentimental) y Cássia Eller. Muchas canciones suyas alcanzaron las primeras posiciones de los rankings musicales en Brasil, como "All Star", "Do seu Lado", "Onde Você Mora?", "Relicário", "O Segundo Sol", "A letra A" y otras.
Se define a sí mismo como bisexual.

## Discografía

### Con Titãs
- Titãs (1984)
- Televisão (1985)
- Cabeça dinossauro (1986)

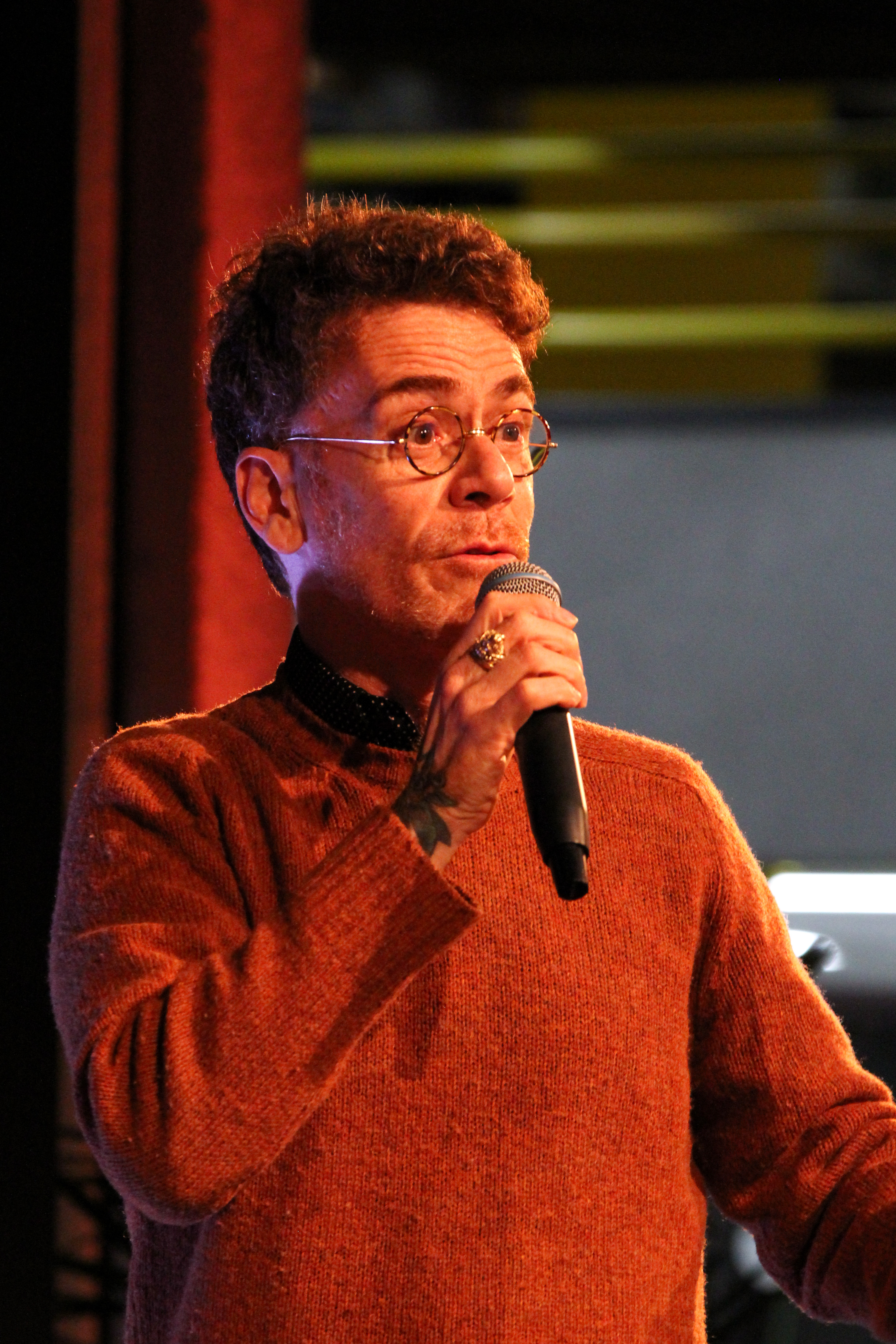
2021

- Jesús não tem dentes no país dos banguelas (1987)
- Go Back (1988)
- Õ blesq blom (1989)
- Tudo ao mesmo tempo agora (1991)
- Titanomaquia (1993)
- Domingo (1995)
- Acústico MTV (1997)
- Volume Dois (1998)
- Sempre livre mix - Titãs e Paralamas juntos ao vivo (1999)
- A melhor banda de todos os tempos da última semana (2001)

### Como solista
- 12 de Janeiro (1994)
- Para quando o arco-íris encontrar o pote de ouro (2000)
- Infernal (2001)
- A letra A (2003)
- MTV ao vivo - Nando Reis e Os Infernais (2004)
- Sim e não - Nando Reis e Os Infernais (2006)
- Luau MTV - Nando Reis e Os Infernais (2007)
- Drês (2009)
- Pra você Guardei o Amor
- Sei (2012)[2]
- Sei Como Foi em BH (2013)
- Voz e Violão – No Recreio – Volume 1 (2015)
- Jardim-Pomar (2016)

### Como productor discográfico
- Ben Jor – Jorge Ben Jor (1989)
- Vange – Vange Leonel (1991)
- NOMAD – Nomad (1994)
- Maskavo Roots – Maskavo Roots (1995)
- Com Você... Meu Mundo Ficaria Completo – Cássia Eller (1999)
- Acústico MTV – Cássia Eller (2001)
- Dez de Dezembro – Tribute to Cássia Eller (2002)
- Squadra – Squadra (2002)